# Понављајућа упала плућа
Понављајућа упала плућа или рекурентна пнеумонија се дефинише као ≥2 епизоде у једној години или ≥3 епизоде упале плућа током живота у периоду од шест месеци.са нормалним радиографским налазом на плућима између епизода.

## Етиологија
Уобичајени узроци ПУП су: астма, имунодефицијенција, аспирација, поремећај мукоцилијарног клиренса и неефикасан кашаљ и системске или имунолошки посредоване болести.

### Астма
Код астмом изаазване ПУП механизам је вирусна инфекција која изазива грозницу и погоршање астме. Појачани оток (едем) дисајних путева, бронхоконстрикција и прекомерна производња слузи са зачепљењем дисајних путева секретом изазивају абнормалности на плућима које се могу уоћити радиографијом грудног коша. Грозница, абнормална аускултација и абнормална радиографије грудног коша код астме  наводе клиничара да дијагностикује упалу плућа. 
Пацијент са понављајућим упалама плућа услед поновљених егзацербација астме могу имати кашаљ, пискање или диспнеју која може бити повезана са другим окидачима осим инфекције горњих дисајних путева, као што су вежбање, излагање алергенима или иритантима. Код овог облика ПУП пацијенти немају увек и температуру Њихова лична историја може открити атопију као што је екцем или алергијски ринитис, а породична историја је обично атопична. Тестирање плућне функције може бити нормално или може показати реверзибилну опструкцију протока ваздуха или бронхијалну реактивност. Тестирање метахолином или вежбањем, које није често потребно за дијагнозу, вероватно ће бити позитивно на астму. Агресивна терапија астме са бољом контролом астме обично спречава даље епизоде упале плућа.

### Имунодефицијенција
Када су инфекције ограничене на горње и доње дисајне путеве, недостатак је обично Б-ћелија или делимични недостатак Б-ћелија. Ако су ПУП повезане са значајним инфекцијама изван респираторног тракта, недостатак је обично Т-ћелија (или недостатак Т- и Б-ћелија) или можда дисфункција неутрофила. 
Имунодефицијенција може бити основни узрок када су изоловани  „опортунистички” микроорганизми и можда се неће појавити у имунокомпетентном домаћину. Интравенска инфузија имуноглобулина може помоћи да се минимизира упала плућа ако је присутна хипогамаглобулинемија.

### Аспирација
Аспирација током гутања или након гастроезофагеалног рефлукса често узрокује ПУП, чак и код деце која изгледају неуролошки нетакнута. Пажљива историја може указати на то да је аспирација основни узрок. Модификовано гутање баријума, рендгенски снимци горњег гастроинтестиналног тракта могу помоћи да се потврди аспирација. Ако медицински третман није успешан, треба извршити евалуацију дисајних путева како би се искључила ларингеална расцеп или окултна трахеоезофагеална фистула типа Х. Макрофаги оптерећени липидима добијени током бронхоскопије и испирања су контроверзни маркер аспирације.

### Поремећај мукоцилијарног клиренса и неефикасан кашаљ
Цистична фиброза (ЦФ) и примарна цилијарна дискинезија (ПЦД) су најчешћи узроци абнормалног мукоцилијарног клиренса код деце. Сва стања тренутно скрининг за ЦФ у периоду новорођенчета; тестирање зноја или ДНК анализу треба узети у обзир чак и ако је тест новорођенчета негативан, посебно ако су присутни и стеатореја или недостатак раста. Пацијенти са ПЦД скоро сви имају обилну ринореју и влажан кашаљ почевши од периода новорођенчета; приближно 50% ће имати ситус инверсус. Бронхиектазија која се може развити као резултат поновљених инфекција је још један узрок абнормалног мукоцилијарног клиренса који може довести до ПУП. Ако је пацијентов кашаљ неефикасан због трахеомалације, ограничења зида грудног коша (нпр. сколиозе) или слабости (нпр. Дишенова мишићна дистрофија или спинална мишићна атрофија), онда ће задржани секрет подстаћи ПУП.

### Системске или имунолошки посредоване болести
Следеће системске или имунолошки посредоване болести могу изазвати ПУП:
- алерхијски пнеумонитис,
- колагена васкуларна болест,
- бубрежно-плућни синдроми (нпр. грануломатоза с полиангиитисом, Гудпастеров синдром, микроскопски полиангиитис, Чарг—Штраусов синдром),
- сви облици плућне алвеоларне протеинозе,
- грануломатозне болести (нпр. саркоидоза),
- акутни синдром грудног коша са болешћу српастих ћелија.

Ако се на ове болести посумња у анамнези оне се могу потврдити специфичним лабораторијским тестовима или биопсијом ткива.

#### Предиспонирајући фактори
Неуролошки дефицити као што су спастична квадриплегија или булбарна слабост повећавају вероватноћу да је ПУП узрокована или аспирацијом или оштећеним клиренсом кашља.
Лична или породична историја атопије повећава вероватноћу да астма може бити предиспонирајући фактор.
Породична историја имунодефицијенције сугерише да имунодефицијенција може бити присутна.
Позитивна породична анамнеза за цистичну фиброцу (ЦФ), неплодни мушкарци или декстрокардија може сугерисати да су цистична фиброза (ЦФ) и примарна цилијарна дискинезија (ПЦД) основна дијагноза.
Историја изложености околини може указивати на преосетљиви пнеумонитис (нпр. узгој голубова).

## Трапија

### Примарна терапија
Терапија зависи од тежине акутне болести. Додатни кисеоник треба обезбедити ако је присутна хипоксија. Антибиотици се обично дају орално или интравенозно, и треба их одабрати на основу резултата културе или на микроорганизме на које се сумња на основу основне болести. Ако се сумња на лошу контролу секреције или неефикасан кашаљ, треба користити чишћење дисајних путева као што су физикална терапија грудног коша и примена уређаја за помоћ при кашљању. Ако се сумња на сегментну опструкцију дисајних путева, бронхоскопија може бити дијагностичка и терапијска. Ако се сумња на астму, од користи ће бити агресивни инхалациони бронходилататори (бета агонисти и антихолинергици кратког дејства) заједно са системским кортикостероидима.

### Дуготрајна терапија
Дуготрајна терапија треба да буде усмерена на основни узрок. Деца са ЦФ треба да се збрињавају у специјализованим акредитованим центрима за ЦФ. Месечне ИВИГ инфузије треба да помогну у превенцији упале плућа код деце са хипогамаглобулинемијом. Доступне су бројне технике чишћења дисајних путева које олакшавају чишћење слузи за децу са поремећеним мукоцилијарним клиренсом које се могу користити неколико пута дневно у кућним условима. Деца са ПУП услед астме могу имати користи од дневне контролне терапије инхалационим кортикостероидима или модификаторима леукотриена. Уклањање изложености животној средини ће помоћи у смањењу учесталости поновне пнеумоније.

### Хируршка терапија
Хируршка интервенција код деце са упорном ПУП због урођених малформација горњег дела дигестивног тракта обично је терапија избора. Ако рефлуксна болест једњака узрокује ПУП и не успе да се лечи, фундопликација може бити корисна метода.

## Компликације
Компликације зависе од специфичних третмана који се нуде за одређене болести и углавном су минималне.